# Muiterij op De Zeven Provinciën

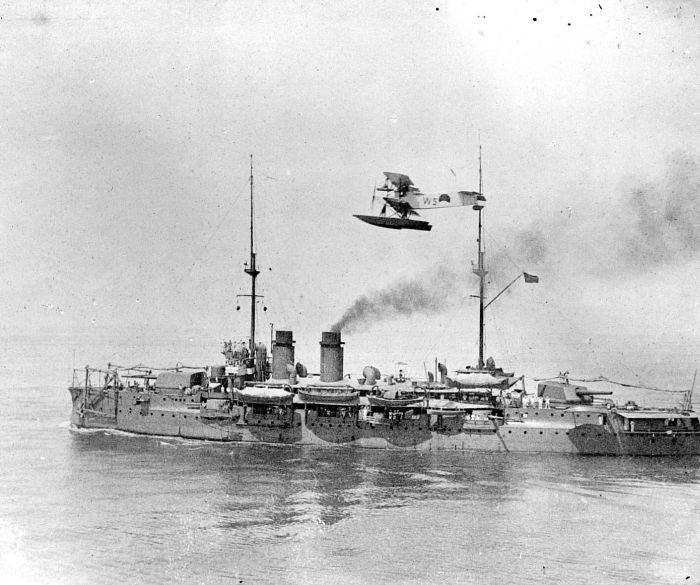
Het schip De Zeven Provinciën in de Straat van Malakka met erboven een "van Berkel W-A" watervliegtuig

Op zaterdagavond 4 februari 1933 brak er muiterij uit op het Nederlandse oorlogsschip De Zeven Provinciën bij de noordoostpunt van Sumatra bij de rede Oleh-leh van Koeta Radja. De onmiddellijke aanleiding voor de muiterij was het toepassen van een korting op de salarissen van het Europese en het inlandse marinepersoneel. Na een week te hebben gevaren onder bevel van de muiters werd het schip op 10 februari ter hoogte van de straat Soenda door een bom uit een Dornier-vliegtuig getroffen. Het gevolg: 23 doden en vele gewonden en einde van de muiterij.

## Voorgeschiedenis
In 1928-'29 waren Java en Sumatra het toneel geweest van heftige opstanden tegen het koloniale gezag, en hoewel deze met alle middelen neergeslagen waren, leefde de geest van het verzet voort. Bovendien was in 1929 de grote depressie uitgebroken, die de koloniale schatkist in enkele jaren een tekort van honderden miljoenen opleverde. Bezuinigen was dus het parool en het marinepersoneel van de Nederlands Indische Vloot kreeg achter elkaar een loonsverlaging van 5% en een van 8% te slikken. Toen de derde korting van 10% werd afgekondigd, was de maat vol.
De Bond van Europees Marinepersoneel organiseerde onmiddellijk een protestvergadering waar een laaiende stemming heerste. Men stuurde een telegram op poten aan de regering en zette er o.a. in, dat het bestuur geen verantwoordelijkheid op zich nam voor daden van het marinepersoneel, die tegen de krijgstucht ingingen. Waar de regering waarschijnlijk nog meer van schrok, was het besluit om contact te zoeken met de Bond van Inlands Marinepersoneel, een besluit dat dwars tegen de kastengeest van de blanke kolonialen inging. De actie had succes, de volgende dag kwam het bericht dat de salariskorting niet doorging.
De Zeven Provinciën werd op een reis van twee maanden rond Sumatra gestuurd. De stemming aan boord was niet bepaald best en het eten had daar voor een niet gering deel schuld aan. Een deel van de proviand bestond uit zogenaamde oorlogsvoorraad, die 15 jaar lang werd opgeborgen om dan vervangen te worden door verse waar.
De totale bemanning bestond uit 141 Europese en 256 inlandse schepelingen. Door de officieren werd het meer gezien als een strafschip. Een aantal oudere officieren werd op dit schip geplaatst omdat ze elders onbekwame diensten hadden vervuld of ondisciplinair gedrag hadden getoond. Ook werden een paar lastige elementen, die in Soerabaja niet welgevallig waren, aan boord geplaatst, waaronder de korporaal-machinist Maud Boshart, omdat hij zich had laten zien tijdens de actie van eind december als een vooraanstaand vakbondslid. De commandant P. Eikenboom van De Zeven Provinciën was speciaal voor hem gewaarschuwd. Ook aan boord was de inlandse matroos 1e klasse Paradja, van wie bekend was dat hij goede contacten had met nationalistische groeperingen.

## Aanleiding voor de muiterij
Op 26 januari 1933 (voor de inlandse schepelingen op 30 januari) kwam het bericht binnen, dat de salariskorting tóch doorging, al was het "slechts" 7% voor de inlandse en 4% voor de Nederlandse marinemensen. Het personeel was hels hierover en er waren diverse acties op de vloot. In Soerabaja hadden de marinemensen een protestvergadering willen houden en toen deze niet toegestaan werd, en bloc dienst geweigerd. Tientallen waren opgesloten. Een protestvergadering op De Zeven Provinciën werd wel toegestaan, mits er niet gesproken zou worden over de salariskorting.
In de nacht van de 3e februari namen de Indonesische schepelingen het besluit, de leiding van De Zeven Provinciën in handen te nemen en op te stomen naar Soerabaja om hun gevangen kameraden te bevrijden. De Europese schepelingen werden niet in vertrouwen genomen, behalve de voorzitter van de lokale afdeling van de Bond van Europees Marinepersoneel. Hij verliet het schip, en lichtte 's avonds commandant Eikenboom in.
De algemeen voorzitter van de Bond van Europees Marinepersoneel, Maud Boshart, had sloependienst en was op het moment van de muiterij niet aan boord. Nadat de commandant geïnformeerd was tijdens een feest in de KNIL-kantine, stuurde hij een luitenant derde klas naar het schip om poolshoogte te nemen (het schip lag geankerd voor Oleh-leh, dat niet over een haven beschikte). De luitenant werd door Maud Boshart overgebracht.
De leiders van de opstand waren Paradja en Gosal. De nog aanwezige officieren werden naar het achteruit gejaagd. Er waren toen 16 officieren aan boord, 34 Europese schepelingen en rond 140 inlanders. Maud Boshart trachtte (al dan niet op verzoek van de officieren) te bemiddelen en werd later als medeplichtige veroordeeld.
Oorspronkelijk was het de bedoeling, dat de muiterij om 1 uur 's nachts zou uitbreken. Paradja was echter 's middags betrapt, toen hij een munitiekist openbrak. De patronen had hij aan Gosal kunnen doorgeven, maar zelf moest hij op het matje komen bij de eerste officier. Deze gaf Paradja het bevel zich eerst behoorlijk te kleden (hij had slechts een korte broek en een baadje aan). Paradja alarmeerde de gehele leiding en een bestorming van de geweerrekken was de volgende akte. De muiterij was hiermee een feit geworden.
De muiterij was een enorme klap voor het koloniale regime. Zijn politiek van "verdeel en heers" had volledig gefaald. Niet alleen had ze een sterke tegenstelling tussen Europees en Indonesisch personeel geschapen, maar ook tussen de verschillende Indonesische bevolkingsgroepen onderling. Een Menadonees had een hogere salariëring dan een Ambonees en deze had weer meer dan een Javaan. Maar nu hadden de Indonesiërs alle scheidingen overboord gegooid en werkten eendrachtig om De Zeven Provinciën naar Soerabaja te krijgen. De voorstelling, dat Indonesiërs alleen maar minderwaardige baantjes konden opknappen, werd volledig gelogenstraft. Zonder enige zeevaartschoolopleiding nam de matroos Paradja de leiding over het schip. Als navigator fungeerde matroos 1e klasse Kawilaran.
De volgende dag probeerden de officieren onderhandelingen aan te knopen met de Indonesiërs, die daar echter niet voor voelden. Het enige waar zij in toestemden was, dat de commandant voor Soerabaja aan boord kon komen en eerder niet. De telegrammen die de seinkamer overstroomden met bevelen zich over te geven, werden beantwoord in de geest van "Stomen op naar Soerabaja. Actie bedoeld als protest tegen salarisverlaging en gevangen marinemannen".

## Beëindiging van de muiterij

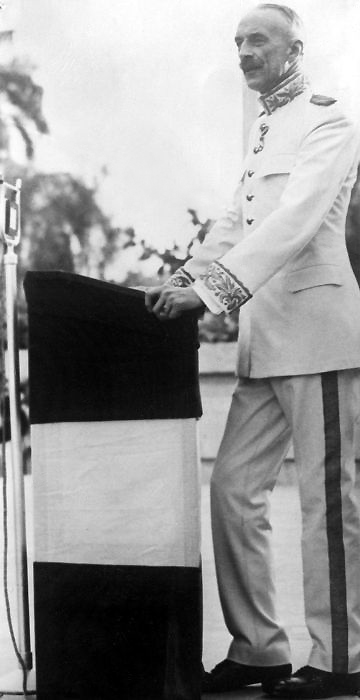
Gouverneur-generaal De Jonge, die het bevel gaf De Zeven Provinciën aan te vallen

De commandant van De Zeven Provinciën ging aan boord van een schip van de gouvernementsmarine, de Aldebaran, om te proberen De Zeven Provinciën in te halen. De muiters van hun kant lieten weten dat als het schip dichter bij dan vijf mijlen zou komen, zij niet zouden schromen het vuur te openen. De Aldebaran maakte daarop rechtsomkeert.
De hoogste marineleiding, in overleg met de gouverneur-generaal Jhr de Jonge, besloot het schip aan te vallen vlak voordat het de Straat van Soenda zou binnenvaren. Zo werd een eskader gevormd met de kruiser Java, torpedobootjagers Evertsen en Piet Hein, de onderzeeboten KVII en KIX en een aantal vliegtuigen. Men zou eerst een waarschuwingsbom voor het schip gooien, wanneer men zich daarna niet zou overgeven zou het schip gebombardeerd worden.

Berichtgeving in het Soerabaiasch Handelsblad in 1933

In de ochtend van de vijfde dag, vrijdag 10 februari, kwam het eskader in zicht. Er kwam een telegram dat wanneer de muiters niet binnen tien minuten de witte vlag hesen, er geweld zou worden gebruikt. Er werd teruggeseind: "Wensen niet gehinderd te worden, en stomen op naar Soerabaja." Even later viel er een bom op het voorschip. Behalve de materiële schade waren er negentien doden (drie Europeanen en zestien inlanders), elf zwaargewonden van wie er vier later overleden en zeven lichtgewonden. Ook Paradja, de belangrijkste leider van de muiterij, werd gedood. De brand werd spoedig geblust en alle muiters werden met sloepen vervoerd.
In de nieuwsmedia kwam behalve het bericht dat de muiterij ten einde was, het bericht dat de bom per ongeluk op het schip terecht was gekomen. Maar dit bericht hield niet lang stand, want de vlieger Th.H.J. Coppers bleek de bom expres op het schip te hebben laten vallen. Dit stond in schril contrast met wat er van tevoren door de marineleiding was besloten, namelijk dat men eerst een waarschuwingsbom zou gooien.

## Reacties
In Nederland kwam het tot heftige reacties, zowel van links als rechts. De felste reactie kwam van niemand minder dan Hendrik Colijn. In de Haagse krant "Het Vaderland" zei Colijn in een interview: "De hoofdzaak is dat er een klaar geval van muiterij is, dat die muiterij moet worden onderdrukt, zoo nodig door het schip met een torpedo naar de bodem van de Oceaan te zenden".
In een eerste reactie op de berichten over de muiterij op De Zeven Provinciën in februari 1933 verklaarde C.G. Cramer (SDAP) op een openbare bijeenkomst dat deze hem 'uit het hart gegrepen' was. Toch vielen hem de andere leden van de SDAP af. In de Tweede Kamer keurde de SDAP weliswaar de gewelddadige beëindiging af, maar weigerde de muiterij zelf goed te keuren.
De politicus Jacques de Kadt deed in 1933 een oproep in De Fakkel aan soldaten en matrozen om zich achter de muiterij op De Zeven Provinciën te scharen. Hij kreeg daarvoor drie maanden gevangenisstraf. Henk Sneevliet, voorzitter van de in 1929 opgerichte Revolutionair-Socialistische Partij, schreef een manifest waarin de muiterij op het oorlogsschip De Zeven Provinciën werd toegejuicht. Hij werd op 21 februari 1933 gearresteerd en in april tot vijf maanden gevangenisstraf veroordeeld.
Tegen de overlevende muiters werden lange gevangenisstraffen geëist. Tijdens het proces werd duidelijk dat de officieren de situatie zwaar onderschat hadden en geen enkele weerstand hadden geboden. Maud Boshart kreeg uiteindelijk 10 jaar gevangenisstraf opgelegd, mede door de belastende uitspraken van de officieren. Bij het huwelijk van prinses Juliana met prins Bernhard (7 januari 1937) kreeg hij gratie. Een aantal Indonesische muiters zat vast tot de bezetting van Indonesië door Japan (1942).

## Na de Tweede Wereldoorlog
Ook later rustte op de muiterij van De Zeven Provinciën nog steeds een taboe. Op 31 augustus 1957 veroorzaakte het door Jan Vrijman samengestelde programma 'Dag Koninginnedag' voor de VPRO een grote rel. Ter gelegenheid van de 77ste verjaardag van Wilhelmina, inmiddels weer prinses, werd een programma uitgezonden over haar regeerperiode, waarbij gevoelige episoden als de Atjeh-oorlog en de muiterij op het oorlogsschip De Zeven Provinciën niet werden overgeslagen.
Maud Boshart werd ook gevraagd mee te doen aan het programma. Toen dit de regering ter ore kwam, greep het kabinet-Drees in en dreigde de direct betrokken staatssecretaris 'de knop te zullen omdraaien' als Boshart op het scherm zou verschijnen. De VPRO vroeg vervolgens M. Dooijeweerd, die ook bij de muiterij betrokken was. De pers reageerde verontwaardigd: 'Anti-nationaal', oordeelde Het Vaderland, 'Grove laster', schreef Trouw. De regering kondigde een onderzoek aan, de VPRO betuigde zijn spijt en Jan Vrijman werd voor twee jaar uitgesloten van televisiewerk.